# United Parcel Service
United Parcel Service (viết tắt tên viết tắt là UPS; cách điệu bằng chữ thường) là một công ty quản lý chuỗi cung ứng và vận chuyển hàng hoá đa quốc gia của Hoa Kỳ.
Cùng với hoạt động vận chuyển gói hàng trung tâm, thương hiệu UPS (theo cách tương tự như đối thủ cạnh tranh FedEx) được sử dụng để biểu thị nhiều bộ phận và công ty con của nó, bao gồm vận chuyển hàng hóa qua đường hàng không (UPS Airlines), vận tải hàng hóa theo đường bộ (UPS Freight, trước đây là Overnite Transportation) và vận chuyển hàng hoá đường hàng không nhưng không có người lái (UPS Flight Forward). Công ty hậu cần toàn cầu này có trụ sở chính tại thành phố Sandy Springs, Georgia, là một phần của vùng đô thị Đại Atlanta.